# 美國頁岩氣
美國頁岩氣（英語：Shale gas in the United States）是種可供開採的天然氣資源。由於有水力壓裂和定向鑽孔（鑽孔方向與頁岩層平行，這種井稱為平行井）的新工藝可增加天然氣的產量，而得彌補該國在常規垂直井產量的下降趨勢；因為這些新工藝，讓美國可供開採的儲量被大量發現。美國天然氣在2008年的估計儲量就比2006年高出35%。
2007年，美國頁岩氣田中，在德克薩斯州紐沃克東部氣田（Newark, East Gas Field）的巴涅特頁岩區的產量排名第2，和在密西根盆地的安存頁岩區的氣田產量排名第13。美國非常規天然氣鑽井的數量從2004年的18,485口，增加到2007年的25,145口，預計這種趨勢會持續到2040年左右。
美國業者因開採頁岩氣而產生相當的經濟利益，以及從2009年起產量快速增長，而引領加拿大頁岩氣產業的快速發展（參見頁岩氣#加拿大），然後又激發歐洲、亞洲和澳大利亞開採這種天然氣的興趣。據推測，美國天然氣的儲藏可供開採100年，但目前已探明的儲量只足夠開採11年。

## 頁岩氣生產

美國不同地質結構產出天然氣的數量組合。

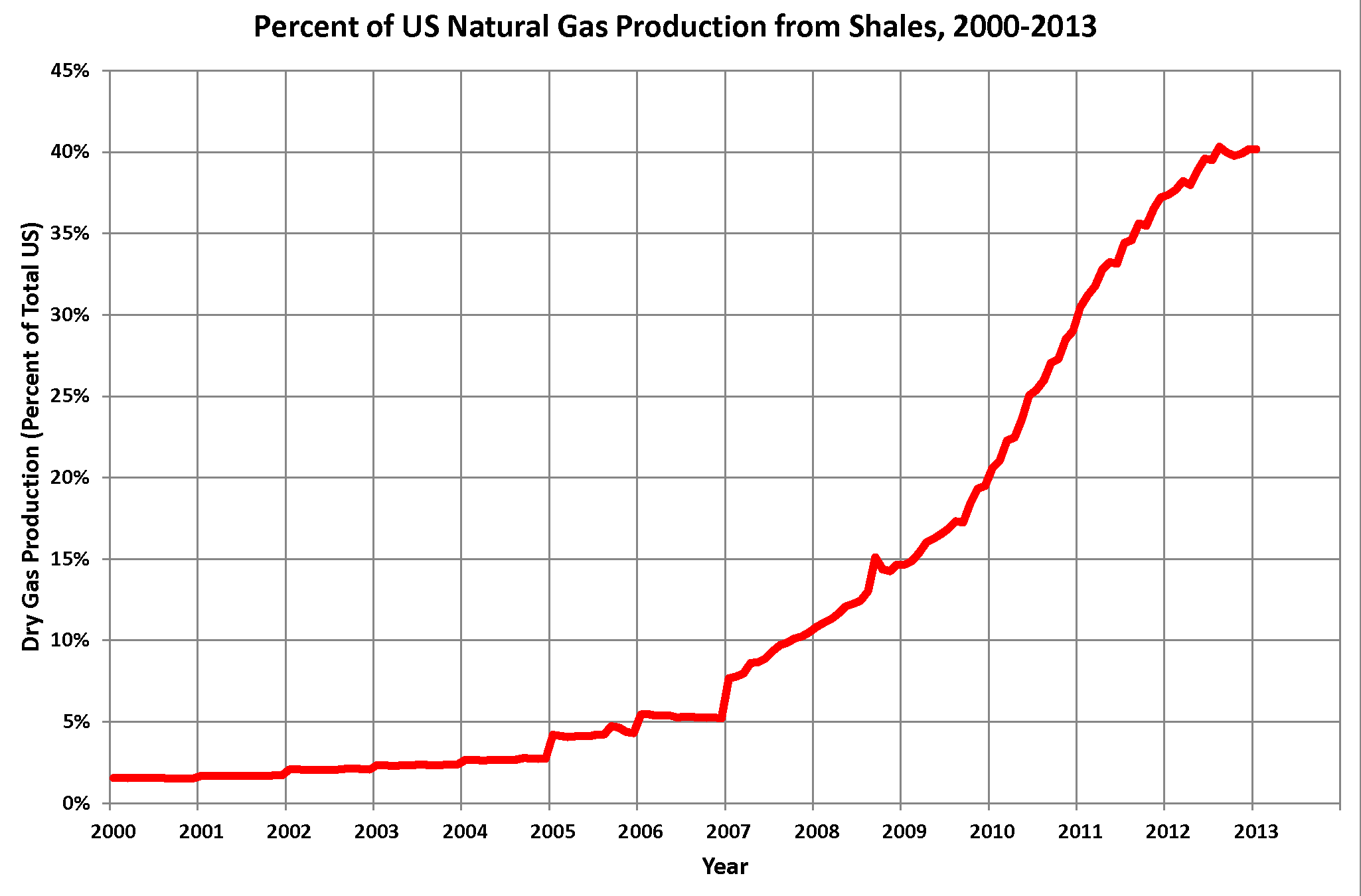
美國天然氣產量中，頁岩氣的佔比（來源：EIA）

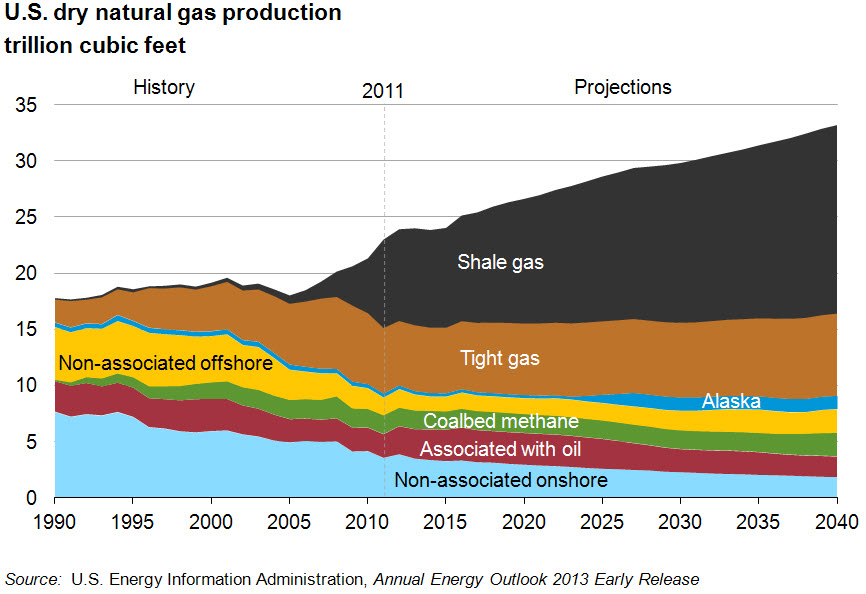
美國頁岩氣生產在近年快速增長，EIA預測會更進一步增長。

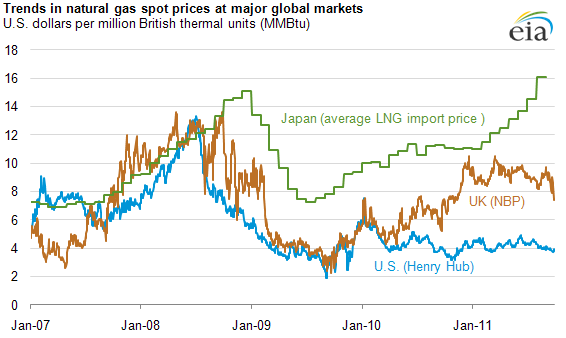
日本、英國和美國天然氣價格比較（2007年-2011年）。

美國天然氣業者經過與美國能源部(DOE)的長期合作，在加大勘探力度的同時也改進鑽井和開採的方法，而讓頁岩氣產量迅速增長。該國在2008年的產量為2.02兆立方英尺（570億立方米），比前一年增長71%。2009年，產量增長率為54%，達到3.11兆立方英尺（880億立方米），而在2009年底，美國探明頁岩氣儲量增長76%，達到60.6兆立方英尺（1.72兆立方米）。美國能源信息署 (EIA)在其發佈的2011年度能源展望（Annual Energy Outlook）中，把美國尚未探明，但可透過技術開採的頁岩氣儲量的估計增加一倍多（從353兆立方英尺（10.0兆立方米）增至827兆立方英尺（23.4兆立方米） ，其中根據鑽探所得數據，把新頁岩氣田，如 瑪西勒斯頁岩、海恩斯維爾頁岩和鷹津頁岩也包括在內。2012年，EIA將其估計數量下調至482兆立方英尺（主要是把瑪西勒斯地層的估計大幅降低的緣故）。EIA估計到2035年，頁岩氣產量將佔全美天然氣的49%（在2010年的佔比為23%）。
由於美國擁有大量頁岩氣儲量，促使一些人提議把燃煤發電廠改為燃燒天然氣，以降低二氧化碳排放，並作為風能的備用能源。
《紐約時報》在2011年6月刊出由調查記者伊恩·烏比納撰寫的報導，稱“並非EIA中的每個人都同意“那種樂觀的儲量預測”，並質疑該機構發布的某些報告的公正性。為EIA提供信息的兩個主要承包機構Intek和Advanced Resources International本身也擁有石油和天然氣產業的重要客戶。據《紐約時報》報導，“Advanced Resources的總裁Vello A. Kuuskraa也是西南能源公司的股東和董事會成員，而西南能源公司是家天然氣鑽探公司”，它在費耶特維爾頁岩地區涉入很深。這篇報導被《紐約時報》本身的公共編輯等批評為不夠平衡，省略事實和觀點，偏袒產業和經濟利益。對這篇報導的其他批評者包括《富比士》雜誌和美國外交關係協會的部落客（或稱網誌撰寫者、博主）。
伊恩·烏比納的文章在《紐約時報》刊出時，美國的當時最新數據（截至2010年底），頁岩氣探明儲量為97.4兆立方英尺。在接下來的3年（2011年至2013年）中，頁岩氣總產量為28.3兆立方英尺，約佔2010年底探明儲量的29%。美國頁岩氣產量和頁岩氣探明儲量均有增加，與報導中認為儲量遭到誇大而表達關切的情況並不相符。2011年6月的美國頁岩氣產量為每天216億立方英尺乾氣（含極少天然氣凝析油的天然氣）。此後，頁岩氣產量開始增加，到2015年3月為每天411億立方英尺，接近2011年6月時產量的兩倍，佔美國天然氣乾氣總產量的55%。雖然產量快速增長，但業者的探明儲量增加速度更快，截至2013年底，業者報告在地下可供開採的頁岩氣探明儲量已是159.1兆立方英尺，較2010年年底增長63%。
技術進步或經驗累積可導引出更高的生產力。從2007年到2014年，美國頁岩氣和輕質緻密油的鑽探效率大幅提高。2014年1月鑽掘的巴肯頁岩油井的石油產量是5年前的2.4倍。在瑪西勒斯頁岩氣蘊藏帶，2014年1月鑽探的油井，與2009年1月相比，在每天同樣作業時間內的天然氣產量，前者是後者的9倍多。

## 歷史

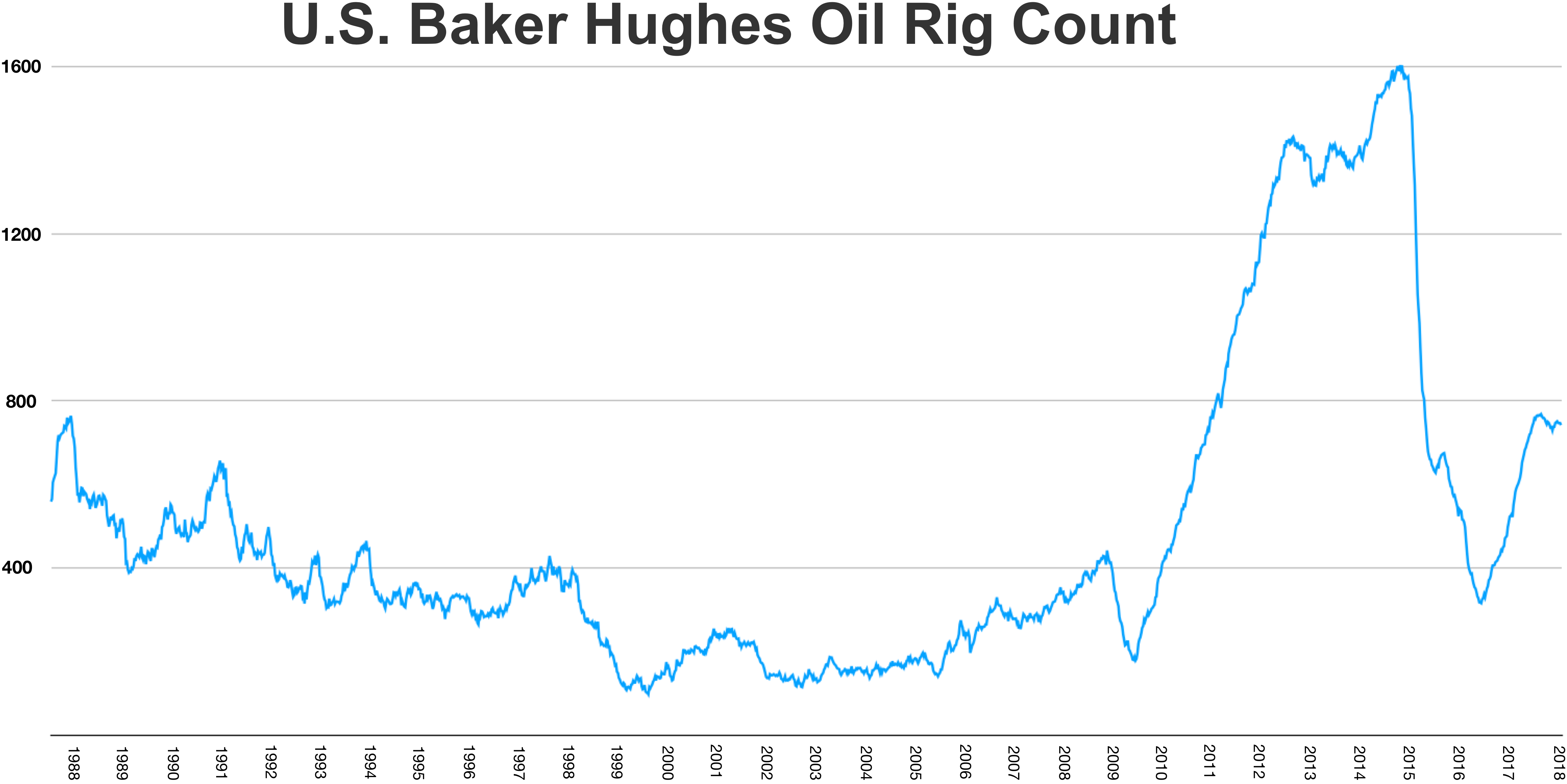
美國油田服務公司貝克休斯顯示美國油氣井平台數量的變動圖。

頁岩氣於1825年首度在紐約州弗雷多尼亞村被人以低壓壓裂方式在淺地層中開採。
位於肯塔基州弗洛伊德縣的大珊蒂（Big Sandy）氣田擁有自然斷裂的泥盆紀頁岩，於1915年被開發。到1976年，這個氣田蔓延到肯塔基州東部，涵蓋數千平方英里，並進入西維吉尼亞州南部，僅在肯塔基州就有5千口井。至少從1940年代開始，就有人開始在頁岩氣井引爆炸藥來促進增產。1965年，一些業者開始採用水力壓裂的工藝，當時壓裂的規模通常較小：使用50,000磅沙子和42,000美制加侖的水；壓裂普遍會讓產量增加，尤其是那些原本產量不高的氣井。這個氣田原本預期最終可開採出2兆立方英尺的天然氣，但平均每口井的產出率很小，並且在很大程度上是透過天然存在的裂縫產出。
1920年代開始，在阿帕拉契盆地（Appalachian Basin）、密歇根盆地和伊利諾伊盆地的泥盆紀頁岩區域從事商業天然氣生產逐漸普遍，但通常生產的規模不大。
美國的頁岩天然氣產量在2008年之後迅速增加，被能源學者稱為“頁岩氣革命”或是“水力壓裂革命”，對於美國為期幾十年天然氣產量下降的趨勢產生逆轉。在2010年代和2020年代初期，由於美國能生產足夠的天然氣，而開始成為淨出口國。

### 聯邦政府的影響
美國聯邦政府的政策對天然氣的生產有混合式的影響。有些政策會阻礙市場創新，但提供經費以供研發也推動生產技術的發展，最終讓頁岩氣成為重要的替代性來源。
由於聯邦對天然氣做價格管制，而曾在1970年代造成供應不足。
聯邦政府為因應傳統天然氣產量的下降，開始投資於替代來源方案，包括從1976年到1992年，啟動東部頁岩氣項目（Eastern Gas Shales Project），以及由聯邦能源監管委員會授予非營利機構天然氣技術研究所研究項目的核准以及提供贊助，經費來自對業者交運天然氣所徵收的稅金（1976年至2000年）。DOE與私營天然氣公司合作，於1986年完成第一口於頁岩層的氣動鑽掘，以及使用多階段壓裂的定向鑽孔（平行井）。而桑迪亞國家實驗室則在研究開發煤層氣時，發展出透過微地震（人工地震）對地層成像的技術，這項技術對頁岩水力壓裂和海上石油鑽探均十分重要。
東部頁岩氣項目專注於擴大和提高在已有生產活動頁岩氣區的採收率，尤其是在肯塔基州和西維吉尼亞州的大珊蒂氣田，將工業界先前開發出的兩項技術 - 大規模水力壓裂和平行鑽井 - 充分應用。 1976年，聯邦政府資助的摩根敦能源研究中心（Morgantown Energy Research Center (MERC) ）的兩名工程師為一項早期的頁岩定向鑽孔技術取得專利。
聯邦政府還在1980年的能源安全法案中給予能源產業租稅抵免，以及其他有利的規定。從1980年到2000年，泥盆紀頁岩的天然氣生產不受聯邦的價格管制，包括頁岩氣在內的非常規天然氣業者享有稅收抵免優惠。
雖然天然氣技術研究所和東部頁岩氣項目的工作增加阿帕拉契亞盆地南部和密歇根盆地的天然氣產量，但在1990年代後期，若是沒稅收抵免，頁岩氣生產仍被廣泛認為屬於邊際性，甚至是無經濟利益的生意，到2000年聯邦稅收抵免到期時，頁岩氣的產量僅占美國天然氣總產量的1.6%。東部頁岩氣項目測試多種增產方法，但DOE得出結論是，僅靠刺激增產並不能讓東部頁岩氣具有經濟效益。美國地質調查局（USGS）在1995年指出，未來東部頁岩的天然氣產量仍須依靠技術更新。但根據一些分析人士的說法，前述的聯邦計劃已為即將到來的頁岩氣盛況播下種子。
1991年，米契爾能源（Mitchell Energy，現隸屬於德文能源公司）在德州巴涅特頁岩完成第一口平行井壓裂作業，這個項目由天然氣技術研究所資助，而研究所的經費來自對天然氣管道徵收的聯邦稅。第一次對巴涅特頁岩採用平行井壓裂並未取得經濟上的成功，Mitchell Energy之後所作的平行井實驗也是如此。但在此區域內對垂直井做壓裂的結果則成果良好，直到2005年，當地的平行井數量才超過垂直井。在整個1990年代，天然氣技術研究所與Mitchell Energy合作，在巴涅特頁岩中應用許多其他技術。當時擔任Mitchell Energy的一位副總裁回憶說：“你不能低估DOE的貢獻。”

### 開發巴涅特頁岩及後續發展
Mitchell Energy於1981年開始從東德州北部的巴涅特頁岩中開採天然氣，起初並不順利，但該公司仍堅持對新技術做試驗。Mitchell Energy很快就把東部頁岩氣項目開發的泡沫壓裂法放棄，轉而採用含氮凝膠的水力壓裂（稱為滑溜水壓裂（slick-water fracturing））而在1998年在當地完成首個高產量的壓裂完井。根據USGS的說法：“在巴涅特頁岩區的開發工作直到1990年代才找出一種適用於壓裂頁岩的技術”Mitchell Energy也嘗試透過平行井做壓裂，但早期並不成功，倒是當地在垂直井的壓裂方面的成果良好。直到2005年，當地新鑽探的油氣井中，平行井開始變為多數；到2008年，當地鑽井中的94%均為平行井。
自從在巴涅特頁岩區增產獲得成功後，頁岩氣一直是美國總一次能源 (TPE) 區塊成長中最迅速的的部分，也引領許多其他國家開發頁岩礦床。據國際能源署（IEA） 稱，由於頁岩氣受到成功開採，讓全球天然氣的預計生產年限增加一倍以上（從125年到超過250年）。
美國頁岩氣井在1996年生產0.3兆立方英尺（85億立方米）的天然氣，占美國產量的1.6%；到2006年，產量增加兩倍多，達到1.1兆立方英尺（310億立方米），占美國產量的5.9%。到 2005年，美國有14,990口頁岩氣井。而在2007年則達到創紀錄的4,185口。
美國業者由於在德州的巴涅特頁岩區的開發獲得成功，建立起信心，到2005年，類似的作業很快在美國東南部（包括阿肯色州的費耶特維爾頁岩和路易斯安那州的海恩斯維爾頁岩地區）展開。
賓夕法尼亞州立大學和紐約州立大學弗雷多尼爾學院進行聯合研究的幾位教授在2008年1月，把瑪西勒斯頁岩的天然氣估計儲量變成USGS估計量的250倍，而讓此報告傳遍整個產業。幾家來自德州的能源公司如Range Resources、Anadarko Petroleum、切薩皮克能源公司和Coterra均來此簽下許多土地租約以進行探勘。

## 各頁岩氣產地

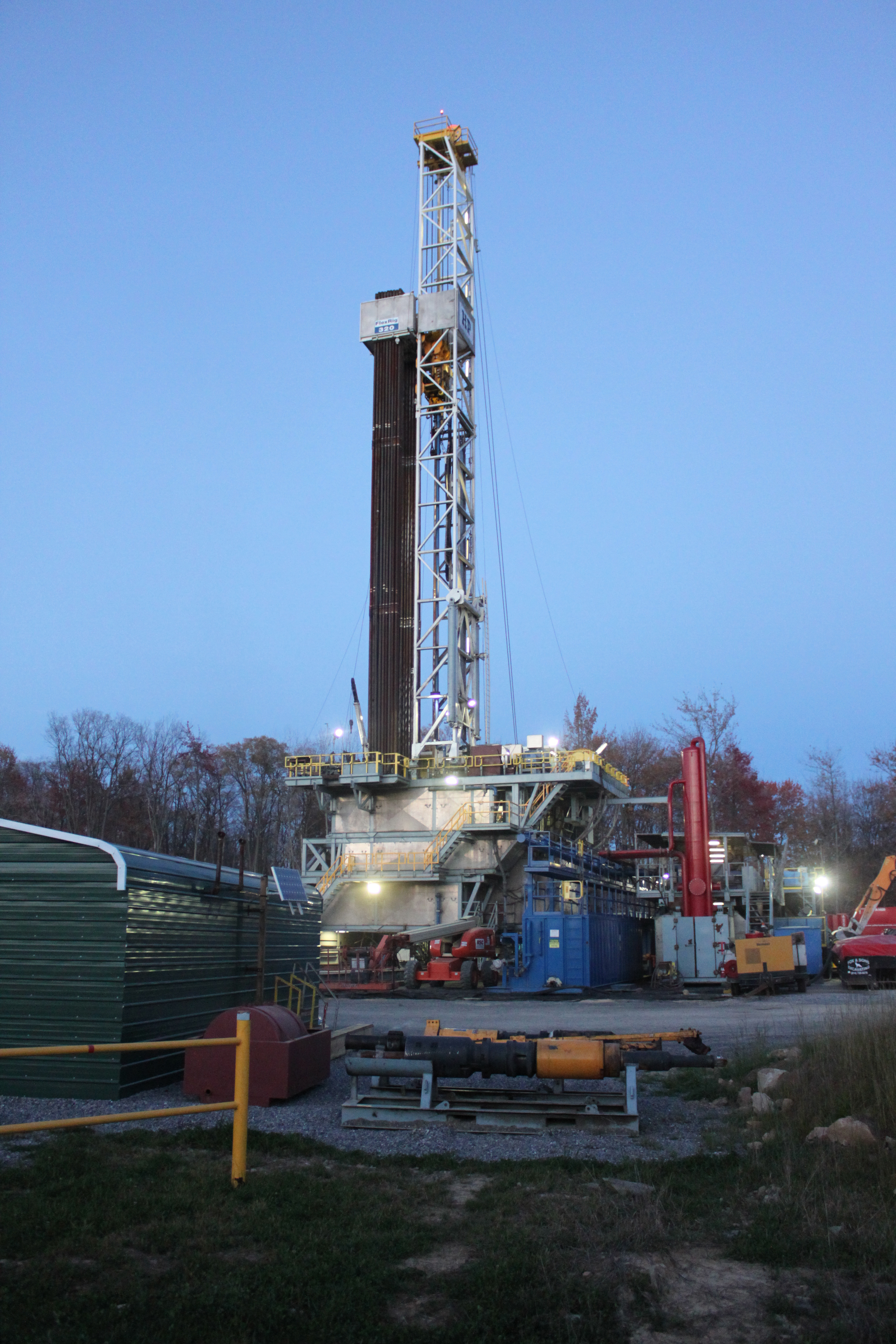
一座位於賓州路列特鎮，鑽掘瑪西勒斯頁岩氣井的平台。

### 安存頁岩，密歇根州
沿著橫跨密歇根盆地北部有一片上泥盆紀的安存頁岩存在。雖然這裡自1940年代就開始生產天然氣，但活動要直到1980年代後期才開始活躍。安存頁岩氣與其他地區（如巴涅特頁岩）生產的頁岩氣不同，這兒的似乎是經由產甲烷作用細菌在富含有機物的岩石中所產生。
安存頁岩氣田在2007年生產1,360億立方英尺（39億立方米）的天然氣，是美國第13大天然氣來源。 

### 巴涅特頁岩，德克薩斯州
第一口巴涅特頁岩井於1981年在德州懷斯縣完工。由於天然氣價格上漲和利用平行井方式增產，讓此地區在過去幾年的鑽探活動大幅增加。巴涅特頁岩井與較老的安存頁岩、紐阿爾巴尼頁岩和俄亥俄頁岩等產區區相比，其完井深度更深（達到8,000英尺）。巴涅特頁岩的厚度從100到1,000英尺（300米）不等，但多數有開採價值的鑽井是位於厚度在300到600英尺（180米）之間的岩層。在巴涅特頁岩區成功開發之後，刺激業者對其他深層頁岩進行探勘。
2007年，巴涅特頁岩在紐沃克東部氣田生產1.11兆立方英尺（310億立方米）的天然氣，成為美國第二大天然氣來源。由巴涅特頁岩生產的天然氣在美國天然氣總產量的佔比超過6%。
油田服務公司貝克休斯在2015年4月報告稱，當時巴涅特頁岩氣田並無鑽井活動。（這並不表示當地沒生產，因為當地仍有大量已經鑽好的井，尚未抽取）。

### 卡尼頁岩，奧克拉荷馬州
在阿寇瑪盆地的坎尼頁岩（Caney Shale）相當於德州北方與奧克拉荷馬州南方的巴涅特頁岩地層。自從巴涅特頁岩開發成功後，這個卡尼頁岩地層也成為天然氣產區。

### 科納紹佳頁岩，阿拉巴馬州
在2008年至2009年間，有業者在阿拉巴馬州北部的寒武紀科納紹佳頁岩鑽井開採天然氣。作業地點在聖克萊爾縣、埃托瓦縣和卡爾曼。

### 費耶特維爾頁岩，阿肯色州
在阿寇瑪盆地的阿肯色州部分，那兒的密西西比世費耶特維爾頁岩生產天然氣。產氣地層的厚度從50到550英尺（170米）不等，深度為從1,500到6,500英尺（460到1,980米）不等。最初的頁岩氣透過垂直井生產，但有越來越多的業者轉向鑽取平行井。生產者包括SEECO（最早在此區域開發的的西南能源公司的子公司），以及切薩皮克能源公司。

### 佛洛伊德頁岩，阿拉巴馬州
位於阿拉巴馬州和密西西比州的黑勇士盆地，有密西西比世的弗洛伊德頁岩，是當前的天然氣勘探目標區域。

### 哥德頁岩，科羅拉多州
USGS在1916年報告說，僅科羅拉多州就有足夠的含油頁岩礦床，可生產200億桶原油；然後可提煉出20億桶汽油。Bill Barrett公司在培拉多克斯盆地東南方的蒙提祖馬縣的歌德頁岩完成幾口氣井，其中一口平行井每天可產出57億立方英尺的天然氣。

### 海恩斯維爾頁岩，路易斯安那州
雖然在路易斯安那州西北部的侏羅紀海恩斯維爾頁岩區自1905年起即有天然氣的生產，但直到2007年11月經Cubic Energy公司鑽探之後，才成為現代頁岩氣作業的重心。在Cubic Energy公司的發現之後，切薩皮克能源公司於2008年3月宣布其完成一口海恩斯維爾頁岩氣井。在德州東北部也有鑽勘這種頁岩井的活動，當地將這種頁岩稱為伯希爾頁岩（Bossier Shale）。

### 科林伍德頁岩及悠緹卡頁岩, 密歇根州
在2008年到2010年間，奧維特納的前身Encana公司在密歇根州中奧陶紀科林伍德頁岩及悠緹卡頁岩區以“平均150美元/英畝”的租金租下“大片土地”（250,000英畝）。科林伍德頁岩和覆蓋於其上的悠緹卡頁岩均能生產天然氣。
號稱為“美國最有前途的石油和天然氣項目”之一的密歇根州公共土地招標租賃在2010年5月上旬舉行。 

### 紐阿爾巴尼頁岩，伊利諾伊盆地
位於伊利諾伊盆地東南部的伊利諾伊州、印第安納州和肯塔基州有泥盆紀-密西西比世的紐阿爾巴尼頁岩，可生產天然氣。當地在過去100年均有天然氣的生產，由於完井技術改進後才讓鑽井活動增加，井深250至2,000英尺（610米）不等。此地的氣體是經由生物成因以及熱成因產生者混合而成。

### 皮爾薩爾頁岩，德克薩斯州
截至2007年，業者已在德州南部馬文力克盆地（Maverick Basin）的皮爾薩爾頁岩（Pearsall Shale）區完成約50口井。在當地最活躍的業者是TXCO Resources公司。當地在2008年之前鑽掘的都是垂直井，TXCO Resources則鑽掘並完成許多平行井。

### 泥盆紀頁岩，阿巴拉契亞盆地

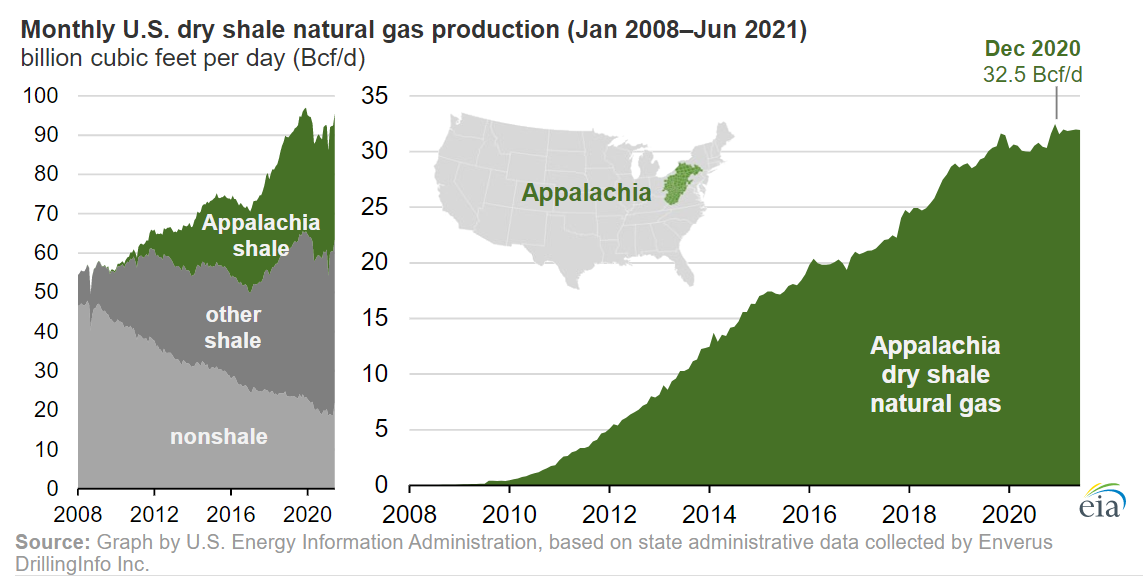
在阿帕拉契盆地生產的頁岩氣乾氣數量及佔比圖（2008年到2021年）。

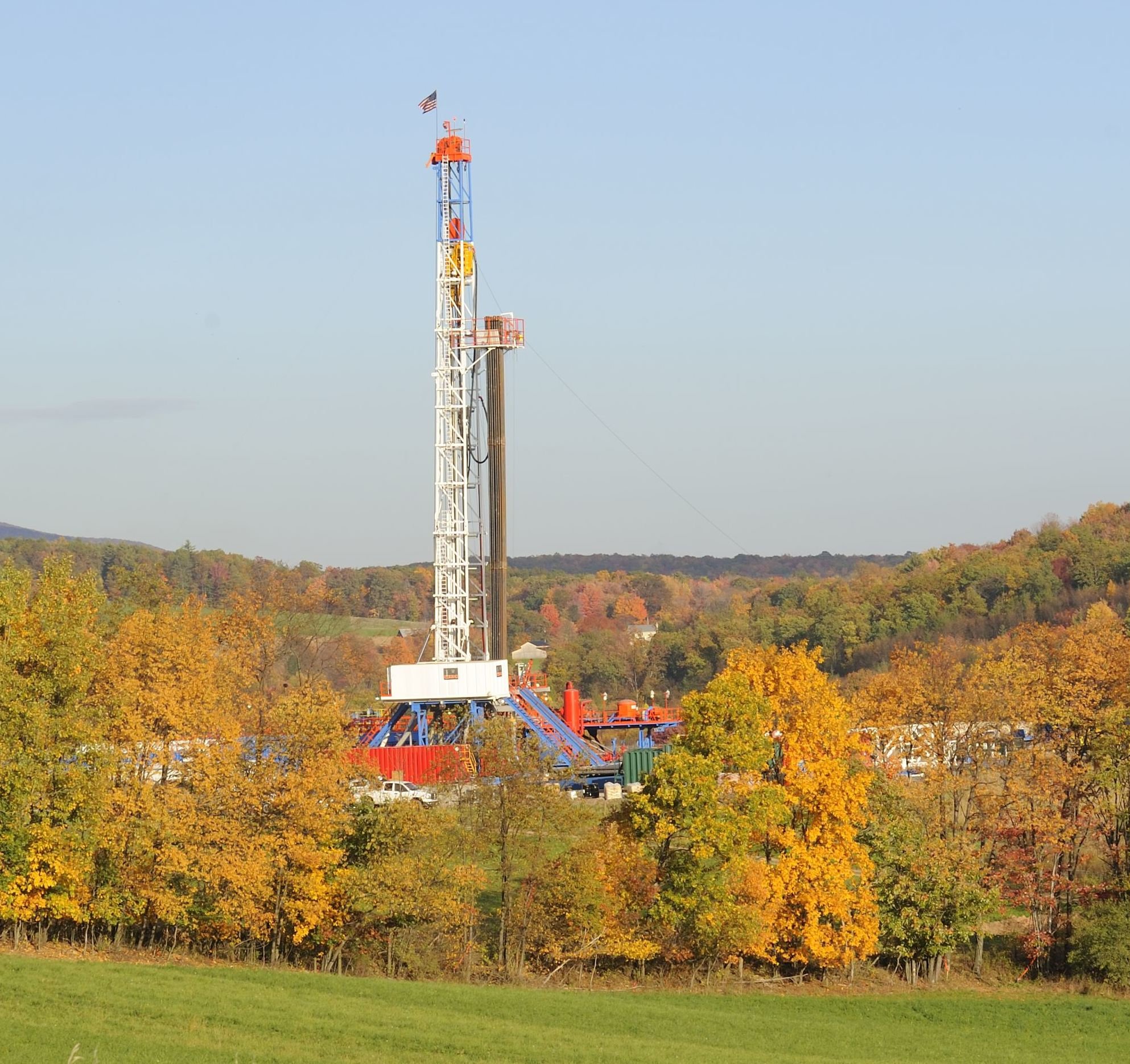
在阿帕拉契盆地頁岩區的定向鑽孔作業平台。

#### 查塔努加頁岩與俄亥俄頁岩
自20世紀初以來，位於阿帕拉契盆地的上泥盆紀頁岩在不同地區以不同的名稱而為人知，這些頁岩一直有天然氣的產出。主要產區橫跨維吉尼亞州、西維吉尼亞州和肯塔基州，也延伸穿過俄亥俄州中部，沿著伊利湖進入賓夕法尼亞州的狹長地帶。盆地中有超過20,000口天然氣井。井深通常為3,000至5,000英尺（1,500米）不等。最常被鑽掘生產的是查塔努加頁岩（也稱為俄亥俄頁岩）。USGS估計從肯塔基州到紐約的這類頁岩中的天然氣總儲量為12.2兆立方英尺（3,500億立方米）。 

#### 瑪西勒斯頁岩
在西維吉尼亞州、賓夕法尼亞州和紐約州的瑪西勒斯頁岩內的儲量曾一度被認為已開採完畢，但據估計，利用平行鑽探仍可開採出168-516兆立方英尺（14.6萬億立方米）的天然氣。 有人認為阿帕拉契盆地的瑪西勒斯頁岩和其他泥盆紀頁岩足以供應美國東北部的天然氣需求。

### 悠緹卡頁岩，紐約州與俄亥俄州
一向在魁北克省的奧陶紀悠緹卡頁岩區鑽掘氣井的加拿大公司Gastem，於2009年10月在紐約州奧齊戈縣鑽掘第一口悠緹卡頁岩氣井（州政府總共核准鑽掘三口井）。

### 伍德福德頁岩，俄克拉何馬州

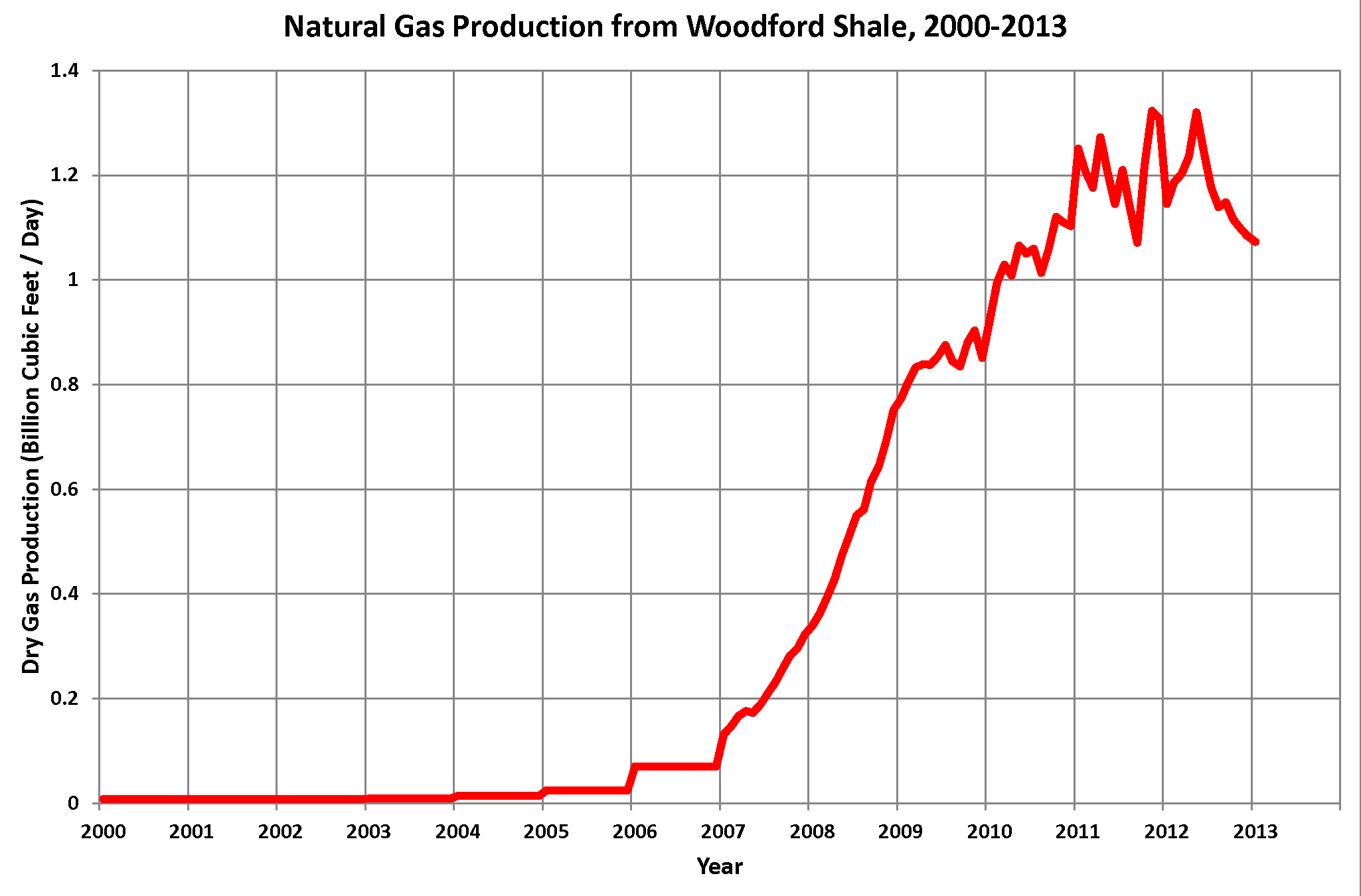
伍德福德頁岩氣生產曲線圖。

俄克拉荷馬州的泥盆紀伍德福德頁岩（Woodford Shale）的厚度有50至300英尺（15至91米）不等。雖然當地在1939年已有生產天然氣的紀錄，但到2004年底，伍德福德頁岩氣井只有24口。但到2008年初，此地的氣井已超過750口。當地的氣井與許多頁岩氣區一樣，最初採取垂直井的做法，然後改以平行井為主。產地主要位於俄克拉荷馬州東南部的阿寇瑪盆地，但鑽探已向西延伸至阿納達科盆地，向南延伸至阿德莫爾盆地（Ardmore Basin）。在伍德福德頁岩區作業的大型業者有德文能源公司、切薩皮克能源公司、Coterra、Antero Resources、SM Energy、Pablo Energy、Petroquest Energy、Continental Resources和Range Resources。伍德福德頁岩的產量在2011年達到頂峰，之後開始下降。

## 經濟影響
在2010年，開發頁岩資源的作業為美國提供60萬個工作職位。價格適當的天然氣是振興美國國內化學、製造和鋼鐵產業的關鍵因素。但如果增加天然氣的出口，有人擔心這種新興的優勢會被逆轉。美國化學委員會確定當乙烷（由頁岩氣提煉出的液體）增加25%，可為美國增加超過400,000個工作職位，每年為聯邦、州和地方提供超過44億美元的稅收，同時為化學產業增加162億美元的投資。化學委員會還指出，相對價廉的乙烷讓美國製造業較許多國外對手有重要優勢。全國製造業協會也同樣認為產量豐富的頁岩氣和較低的價格有助於美國製造業，在2025年前僱用人員達到1,000,000人，而較低的原料和能源成本可讓它們在2025年之前將天然氣支出減少多達116億美元。2011年12月，美國天然氣聯盟 (America’s Natural Gas Alliance，ANGA) 估計，由於天然氣價格降價，在2012年到2015年間可為美國每個家庭，每年增加926美元可支配收入，到2035年則可能增加到2,000美元。預計投資於美國石油化工業的資金將會超過2,760億美元（多數集中在德州）。由於頁岩氣的大量增加，美國的煤炭的消耗量從2009年開始減少。
在2017年所做的一項研究發現，水力壓裂有助增加就業和提高工資：“由於新的石油和天然氣開採，讓美國在2007年起發生的經濟大衰退之後，總就業人數增加725,000人，失業率下降0.5%”。但研究顯示頁岩氣井會對某些房價產生重大的負面影響，依賴地下水供水的房價下降13%，而有自來水供應的房價上漲2-3%。後者價格上漲的原因很有可能是業者在土地擁有者的地下開採天然氣，而支付特許權使用費的緣故。
至於是否出口天然氣的問題引起商界間的意見分歧。天然氣使用大戶如陶氏化學等，與埃克森美孚等能源公司就是否應允許出口天然氣展開爭論。用戶希望維持較低的天然氣價格，而能源公司則持續努力通過說服政府允許它們出口，以便提高天然氣價格。用戶擔心增加出口而導致能源價格上漲，而傷害到製造業。幾項研究顯示頁岩氣的量產給美國能源密集型製造業帶來競爭優勢，造成這類製造業的出口旺盛，顯示美國在1996年到2012年間，製造業出口中的平均美元單位，其中能源含量幾乎增加兩倍。
2014年，由於天然氣價格不振，多家業者的現金流轉為負數；而擁有正現金流的業者關注的是每口油井的生產量而非擁有油井的數量。在2016年和2020年間，全球由於天然氣供過於求，導致價格跌至每百萬英熱單位僅2美元以下，而2.50美元是美國業者在2020年能讓現金流成為正值的底線。美國在2019年的產量為每天920億立方英尺。

## 政治影響
在2015年所做的一項研究發現，由於頁岩油盛產，讓當地人對保守派和保守派利益增加支持。“對保守派利益的支持增加，以及共和黨候選人因此獲得選民青睞，導致勝選的可能性幾乎翻了一倍。損失的是民主黨候選人。”

## 環境問題

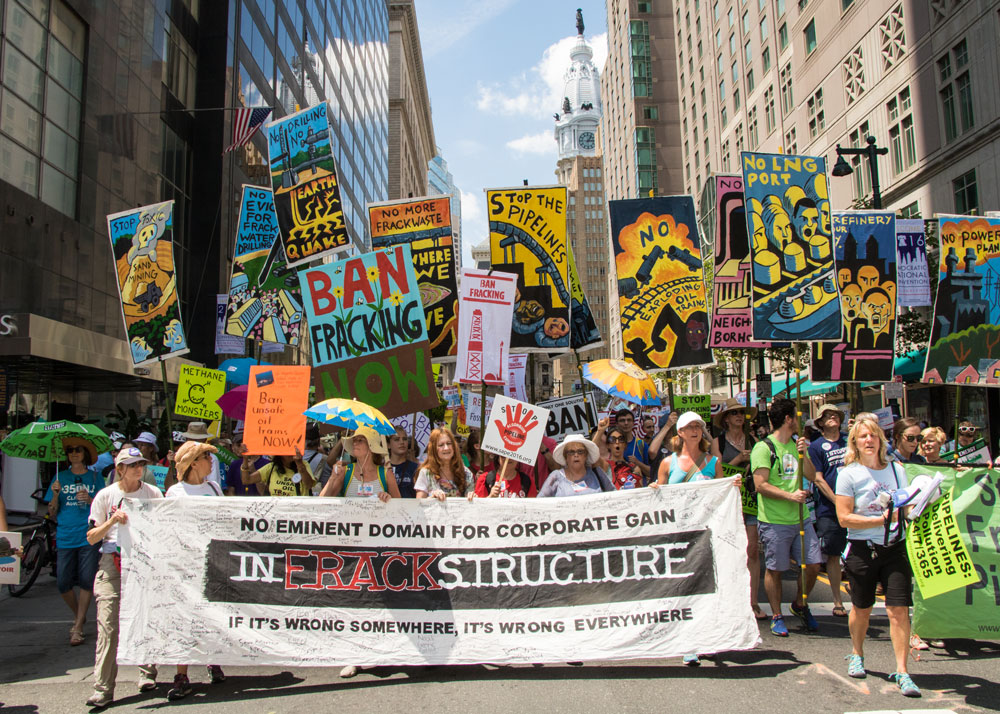
在費城參與反水力壓裂運動的人群（2016年）。

由於水力壓裂的蓬勃發展，讓接觸放射性的鈾以及缺乏供水基礎設施成為人們關注的環境問題。在賓州的爭議則圍繞著“水力壓裂”所產生的污水被排放進入河流，而把民生用水備用來源污染。
水力壓裂會導致甲烷（強大的溫室氣體）釋放進入大氣，也令人擔憂。
一篇在《能源政策》雜誌發表的文章，把幾個主要頁岩氣來源，包括悠緹卡頁岩、瑪西勒斯頁岩和伍德福德頁岩，直指為“碳炸彈”，意思是如果其中的天然氣在完全開採和燃燒後，會產生超過10億噸的二氧化碳。

## 流行文化
“fracking”這個字是個源自hydraulic fracturing（水力壓裂）的俚語，現已成為英語中的一個字。

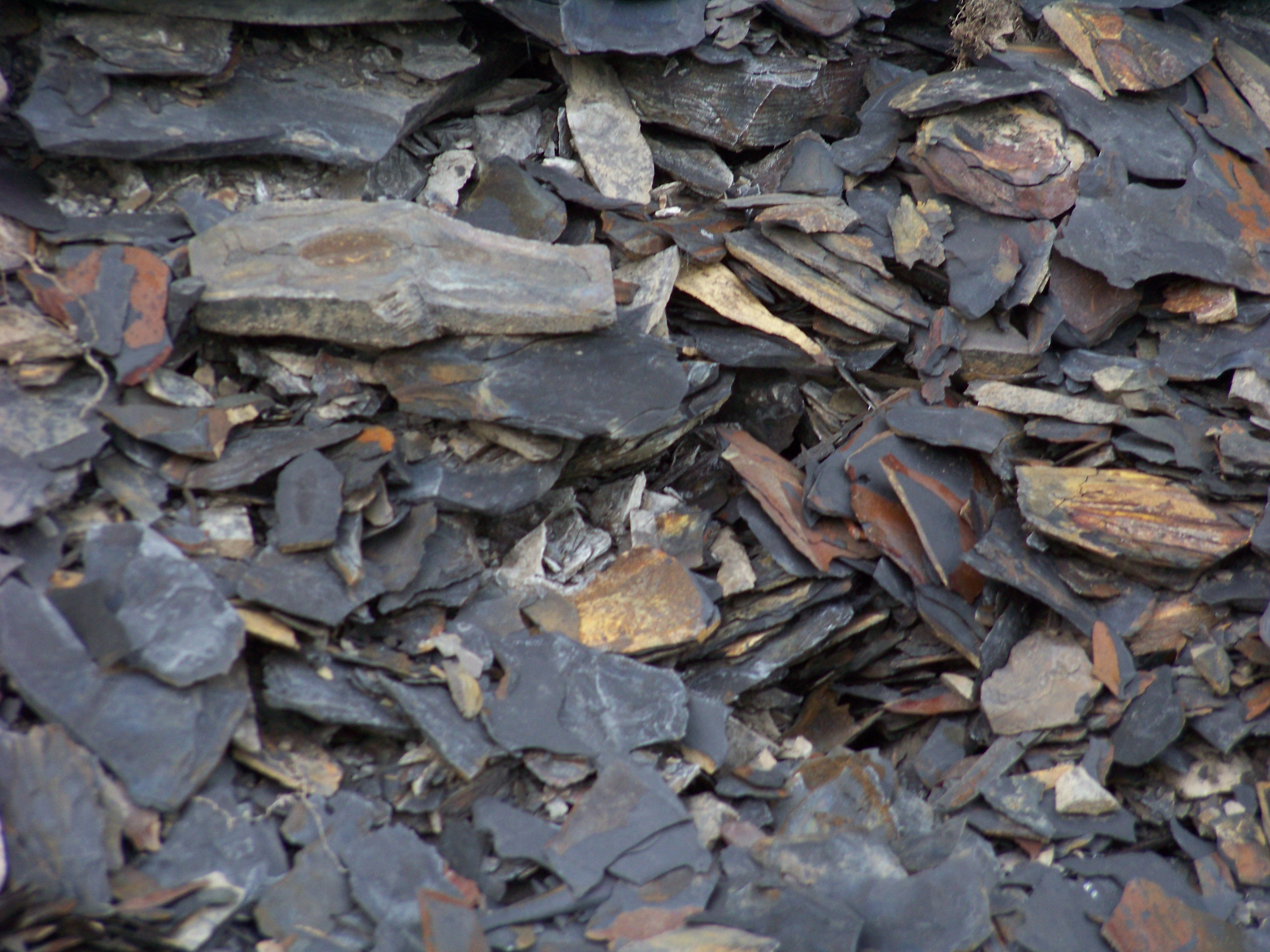
在紐約州馬克盧斯，散落的頁岩以及落葉。

淘頁岩氣潮（The Great Shale Gas Rush，參見加利福尼亞淘金潮（California Gold Rush））指的是21世紀初對於非常規頁岩氣的開採熱潮。
美國導演喬什·福克斯在2010年奧斯卡獎中受到提名的電影《天然氣之地》（Gasland）成為一個反水力壓裂頁岩的中心。這部電影展示賓夕法尼亞州、懷俄明州和科羅拉多州鑽井現場附近的地下水污染問題。2012年出品的電影《心靈勇氣》（主角麥特·戴蒙）也持反對水力壓裂的立場，影片劇情中描述的是在匹茲堡地區的事，但拍攝地點是在紐約州。

## 外部連結
- The Shale Gas Boom: The global implications of the rise of unconventional fossil energy （页面存档备份，存于）, FIIA Briefing Paper 122, 2013.
- A creative exploration of natural gas drilling and development in the Marcellus Shale （页面存档备份，存于）
- Jackson School of Geosciences (January 2007): Barnett Boom Ignites Hunt for Unconventional Gas Resources （页面存档备份，存于）
- American Association of Petroleum Geologists (March 2001): Shale Gas Exciting Again （页面存档备份，存于）
- Marcellus Shale: horizontal drilling and hydrofracing （页面存档备份，存于）
- The Haynesville Shale of Louisiana, Texas and Arkansas （页面存档备份，存于）
- West Virginia Geological and Economic Survey: Geology of the Marcellus Shale （页面存档备份，存于）
- West Virginia Geological and Economic Survey: Enhancement of the Appalachian Basin Devonian shale resource base in the GRI hydrocarbon model （页面存档备份，存于）
- China Goes Shopping for Shale in U.S., Canada （页面存档备份，存于） 2012-05-11